# Strategie 31

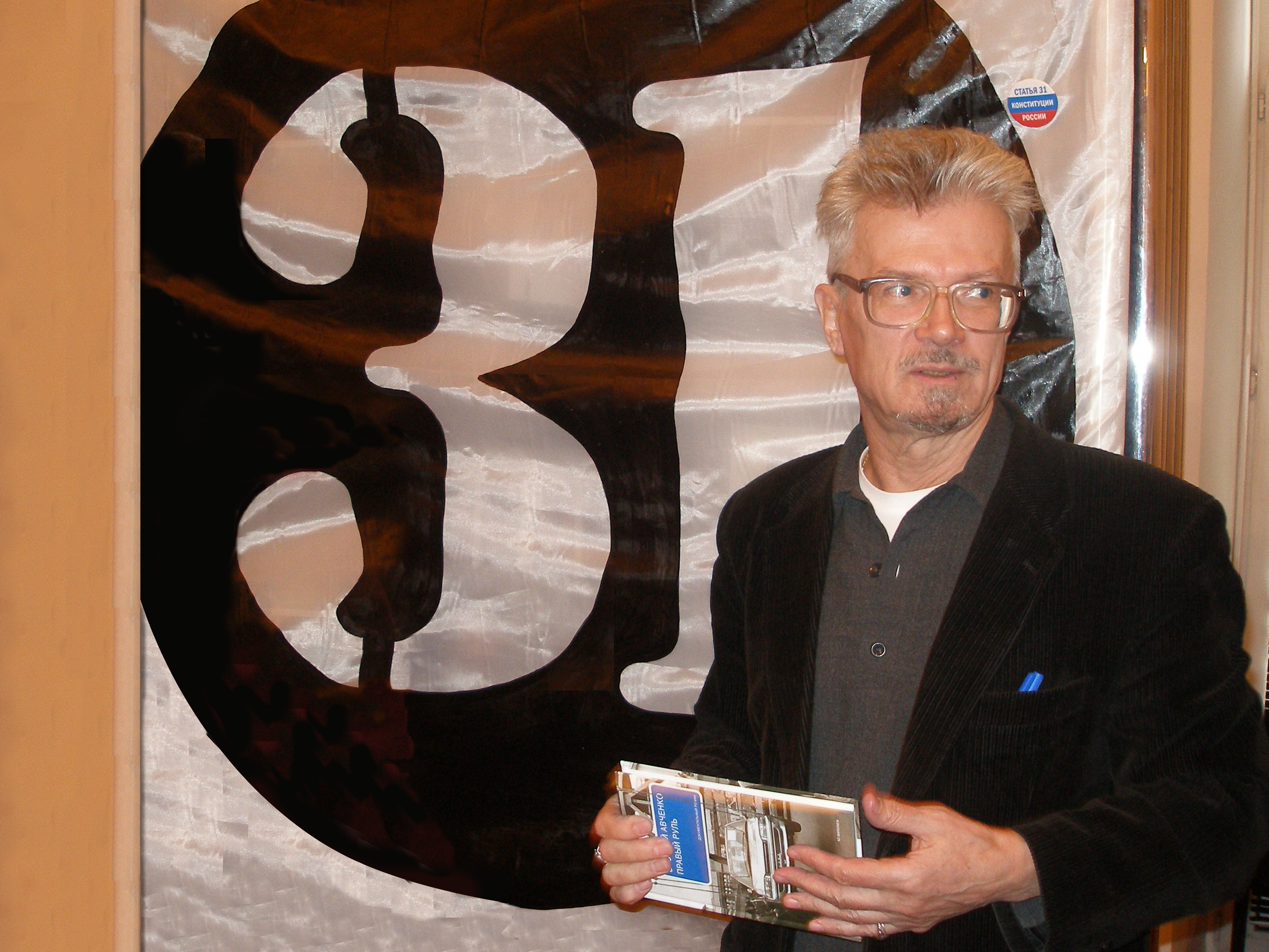
Eduard Limonow

Strategie 31 (russisch Стратегия-31, wiss. Transliteration Strategija-31) nannte sich eine Bürgerbewegung von oppositionellen Kräften in der Russischen Föderation, die regelmäßige, friedliche Straßenproteste zur Erinnerung an den Paragrafen 31 der russischen Verfassung, der die Versammlungs- und Demonstrationsfreiheit organisierte. Die Proteste fanden vom 31. Juli 2009 bis zum 31. März 2011 jeweils am 31. von ungeraden Monaten in Moskau auf dem Triumfalnaja ploschtschad (Triumph-Platz) sowie in anderen russischen Städten statt.

## Ziele
Der Name Strategie 31 bezieht sich auf den 31. Artikel der russischen Verfassung. Darin wird den Bürgern das Recht zugestanden, sich friedlich und unbewaffnet an Meetings und Demonstrationen zu beteiligen.

## Geschichte
Strategie 31 wurde am 31. Juli 2009 vom nationalbolschewistischen Politiker Eduard Weniaminowitsch Limonow gegründet. Limonow, der sich zum einen als Schriftsteller betätigte, andererseits auch bei der Beschießung von Sarajewo an der Seite von Radovan Karadžić mitwirkte, war eine schillernde Figur der russischen Literatur und der russischen Oppositionsbewegung. Politisch trat er in Russland vor allem als Führer der von ihm selbst 1994 gegründeten, radikalen Nationalbolschewistische Partei Russlands (NBP) in Erscheinung.
Seit ihrer Gründung wurde Strategie 31 von verschiedenen russischen Menschenrechtsorganisationen und politischen Bewegungen unterstützt, insbesondere von der Moskauer Helsinki-Gruppe (Ljudmila Alexejewa) und dem Memorial-Menschenrechtszentrum (Arseni Roginski) und der Bewegung "für Menschenrechte" (Lew Ponomarjow).
Von der US-amerikanischen Zeitschrift Foreign Policy wurde Strategie 31 als "Elite-Gruppierung" charakterisiert. Weitere bekannte Vertreter neben Alexejewa, Limonow und Kosjakin sind Lew Ponomarjow und Jewgenija Tschirikowa. Eduard Limonow wurde am 31. Dezember 2010 vor seinem Haus festgenommen und zu 15 Tagen Haft verurteilt.

## Protestkundgebungen

### Innerhalb der Russischen Föderation
Bisher wurde noch kein einziger Protestzug von Strategie 31 auf dem Triumfalnaja ploschtschad (Triumph-Platz) von den Behörden bewilligt. Die Ablehnungen wurden jeweils damit begründet, dass andere Aktivitäten auf demselben Platz vorher eingereicht worden seien. Darunter ein Jugend-Sportfest (31. August 2009), ein Militärsport-Fest (31. Oktober 2009) und eine Motorsport-Veranstaltung (31. Juli 2010).
Die Aktionen von Strategie 31 wurden jedes Mal von der Bereitschaftspolizei aufgelöst, welche zudem jeweils eine größere Anzahl Teilnehmer und Passanten verhaftet.
Seit Januar 2010 breitete sich die Idee von Strategie 31 über Moskau hinaus in rund zwanzig andere russische Städte aus, von St. Petersburg bis Wladiwostok.
Kundgebungen und Mahnwachen der Solidarität zur Unterstützung von Strategie 31 finden auch im Ausland statt, unter anderem in Berlin, Brüssel, Helsinki, Kiew, Prag und Tel Aviv.
31. Juli 2009

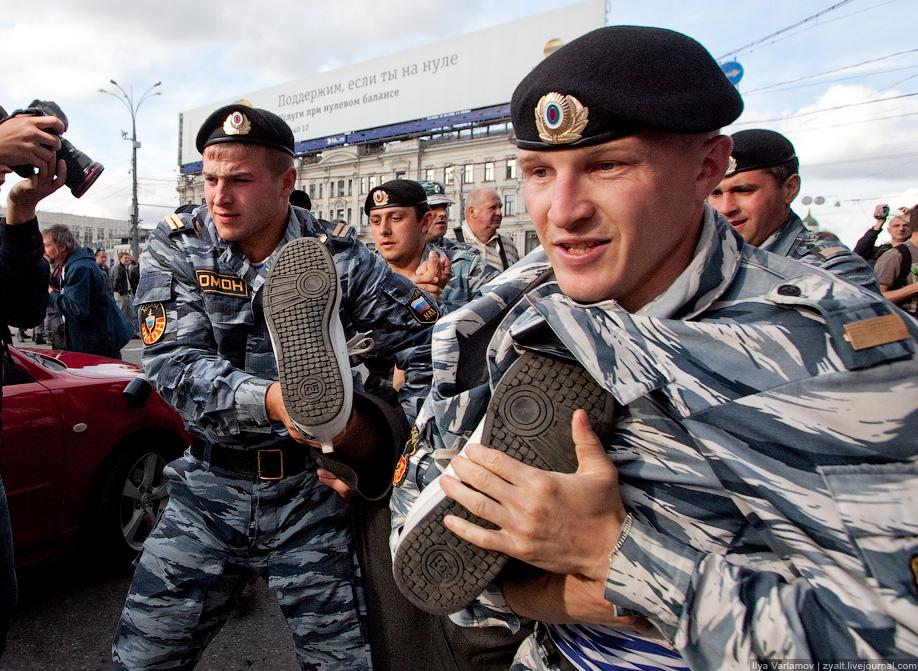
Triumph-Platz, 31. Juli 2009

Die erste Demonstration im Rahmen der Strategie 31 fand auf dem Triumph-Platz in Moskau am 31. Juli 2009 statt.
31. Dezember 2009

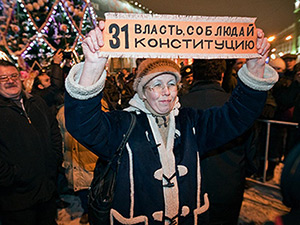
Triumph-Platz, 31. Dezember 2009

Für internationales Aufsehen sorgte die Protestaktion vom 31. Dezember 2009, als unter anderem die damals 84-jährige Ljudmila Michailowna Alexejewa verhaftet wurde, bekannt als Vorsitzende der Moskauer Helsinki-Gruppe. Die New York Times berichtete über diese Verhaftung sogar auf ihrer Titelseite.
31. Mai 2010

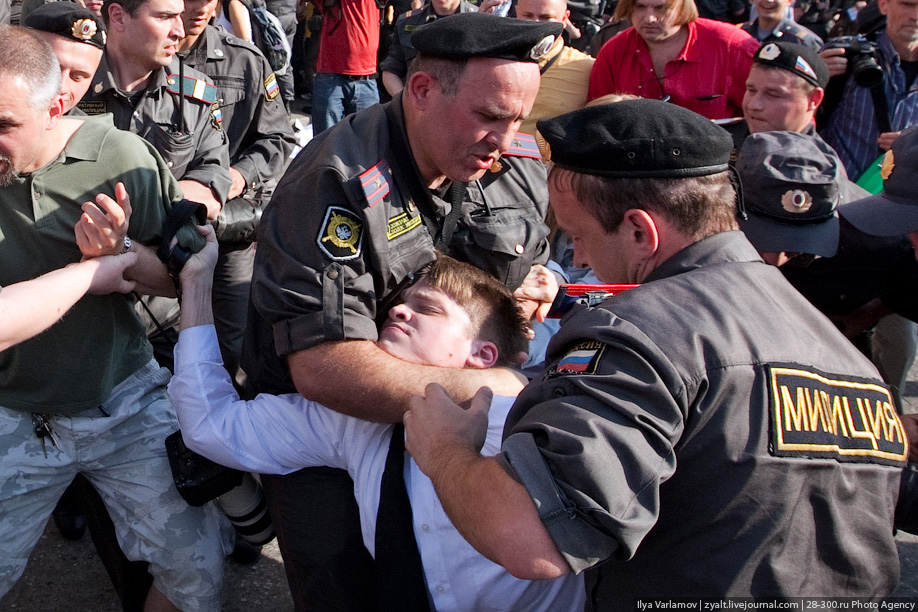
Polizei löst die Demonstration vom 31. Mai 2010 gewaltsam auf

Der bisher größte Protestzug von Strategie 31 fand am 31. Mai 2010 statt, als sich rund 1000 Teilnehmer auf dem Triumfalnaja ploschtschad versammelten, worauf die Bereitschaftspolizei mit außergewöhnlicher Härte und über 100 Verhaftungen reagierte.
31. Juli 2010
Der rechtzeitig bei der Stadtverwaltung eingereichte Antrag zur Kundgebungsbewilligung wurde wie immer abgelehnt, stattdessen wurde auf dem Triumfalnaja ploschtschad in Moskau eine Motorsport-Veranstaltung bewilligt. Rund 200 bis 500 Teilnehmer (je nach Quelle) zählte die Protestaktion vom 31. Juli 2010. Unter ihnen der ehemalige Vize-Ministerpräsident und liberale Politiker Boris Nemzow. Als Nemzow ohne Plakat oder andere Kennzeichen und stillschweigend den Triumph-Platz betrat, wurde er zusammen mit 35 bis 70 weiteren Personen verhaftet. Ihnen wird Ungehorsam gegenüber der Polizei vorgeworfen, was mit bis zu 15 Tagen Arrest bestraft werden kann.
31. August 2010
Die Kundgebung in Moskau erhielt einmal mehr keine Bewilligung. Nach Angaben von Echo Moskwy standen den rund 100 Demonstranten über 1.000 Polizisten gegenüber, um die Oppositionskundgebung zu verhindern. Nach Angaben der Polizei wurden rund 70 Demonstranten festgenommen. Unter ihnen waren der Schriftsteller und Politiker Eduard Limonow und der frühere Vize-Ministerpräsident Boris Nemzow. Ähnliche Aktionen fanden auch in Jekaterinburg (Ural), Tomsk (Sibirien) und Krasnodar (Südrussland) mit jeweils 20 bis 100 Teilnehmern statt. Diese Demonstrationen wurden von den örtlichen Behörden erlaubt und deshalb von keinen Festnahmen überschattet.
31. Oktober 2010
Je nach Quelle 800 bis 2'000 Regierungskritiker und Menschenrechtler nahmen an der ersten genehmigten Demonstration von Strategie 31 in Moskau teil, für welche die Behörden eine Obergrenze von 1'000 Teilnehmern festgesetzt hatten. Die Proteste auf dem Triumfalnaja ploschtschad waren zuvor stets verboten und oft gewaltsam aufgelöst oder unterbunden worden. Die Leiterin der Moskauer Helsinki-Gruppe, Ljudmila Alexejewa, dankte den Behörden für ihr "umsichtiges Verhalten".
Neben der genehmigten Kundgebung demonstrierten unerlaubt auch andere Oppositionelle, die Alexejewas Vereinbarung mit der Moskauer Stadtverwaltung kritisierten. Die Sicherheitskräfte verhafteten zahlreiche Gegendemonstranten, darunter den regierungskritischen Autor Eduard Limonow als Initiator der Gegenveranstaltung.
In St. Petersburg fand vor dem Gostiny Dwor eine nicht genehmigte Demonstration statt. Die Polizei nahm zahlreiche Demonstranten fest.
31. März 2011
Ende März 2011 kündigte Lew Ponomarjow an, für den 31. März den letzten Strategie-31 Protest zu organisieren. Danach solle es keine Kundgebungen mehr am 31. eines entsprechenden Monats geben.

### Strategy 31 Abroad
Alex Goldfarb, ein russisch-amerikanischer Biochemiker, der in den 1990er Jahren an diversen Osteuropa-Projekten von George Soros mitgearbeitet hatte und später über geraume Zeit in Diensten von Boris Beresowski stand, schlug Anfang August 2010 in seinem Blog vor, Strategie-31 als Initiative in den Westen zu exportieren und am 31. eines ungeraden Monats vor russischen Vertretungen in Washington, Paris, London und anderswo zu demonstrieren. Am 30. August kündigte Luke Harding, Russland-Experte des Guardian, für den kommenden Tag Demonstrationen vor russischen Vertretungen in London, New York, Helsinki, Berlin und Tel Aviv an.

## Organisationskomitee
- Ljudmila Michailowna Alexejewa
- Konstantin Kosjakin
- Eduard Weniaminowitsch Limonow